# Unieście
Unieście (niem. Nest) – część miasta Mielno o charakterze letniskowym, położona na mierzei między Morzem Bałtyckim i jeziorem Jamno, w północno-wschodniej części miasta. Znajduje się tu przystań morska dla rybaków oraz letnie kąpielisko morskie. 1 stycznia 2017 r. włączone do miasta. Od strony wschodniej granicę miasta (Unieścia) stanowi kanał Jamieński Nurt.

## Ludność
Unieście 31 grudnia 2006 miało 988 mieszkańców.
Gmina Mielno utworzyła jednostkę pomocniczą – sołectwo Unieście, obejmujące jedynie Unieście. Mieszkańcy osady wybierają sołtysa oraz radę sołecką, która składała się z 3 do 7 osób.

## Turystyka
Nad morzem wyznaczono letnie kąpielisko „Unieście 221” o długości 100 m, przy wejściu od ul. Morskiej. W 2012 kąpielisko Unieście spełniało obowiązkowe wymogi jakościowe dla wody w kąpielisku Unii Europejskiej. W 2013 okres sezonu kąpielowego określono od 1 lipca do 31 sierpnia. Do atrakcji turystycznych miejscowości należy czynna przez cały rok przystań rybacka przy ulicy Rybackiej.

## Komunikacja
Połączenie z centrum Koszalina umożliwiają prywatni przewoźnicy. W sezonie letnim odbywają się rejsy statkiem z Koszalina (z części Jamno) przez jezioro Jamno.
Przystań morska w Unieściu obejmuje dalbę wyciągową, plażę do bazowania łodzi oraz akwatorium o szerokości 100 m liczonej od linii brzegu. Dostęp do przystani i jej nadzór zapewnia Urząd Morski w Słupsku. Kutry rybackie miejscowych rybaków pływają z sygnaturą UNI na burcie.

## Historia i nazwa
Bardzo stare osiedle rybackie, w średniowieczu kupcy koszalińscy wybudowali tu port zniszczony podczas sztormów morskich. Pod koniec XIX w. zaczęła rozbudowywać się w stronę Mielna. Do 1945 stosowano niemiecką nazwę osady Nest, natomiast na polskich mapach używano formy Neść. Po 1945 miejscowość nosiła przejściowo nazwę Uniesty. W 1947 ustalono urzędowo polską nazwę Unieście. Komisja Ustalania Nazw Miejscowości przyjmując nazwę nawiązała do staropolskiego imienia „Uniegost”, w skrócie „Uniest”.
W latach 1975–1998 jako samodzielna miejscowość należała do woj. koszalińskiego.
W 1994 r. w Unieściu ustalono granice przystani morskiej dla rybaków.
1 stycznia 2017 r. osadę Unieście włączono do miasta Mielno, które wówczas też uzyskało status miasta.

## Galeria

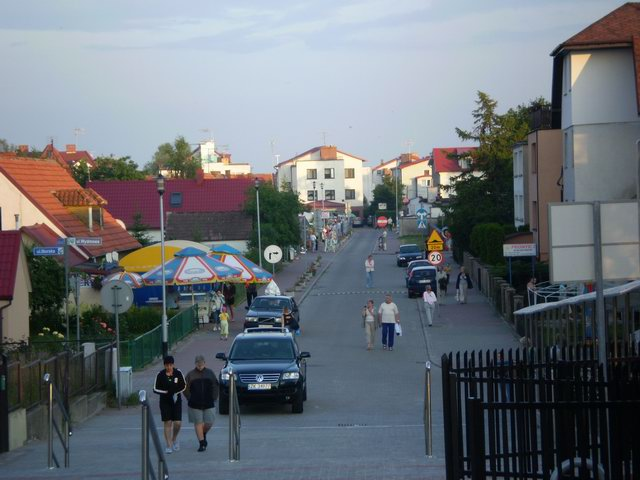
Ulica Morska przy głównym wejściu na plażę
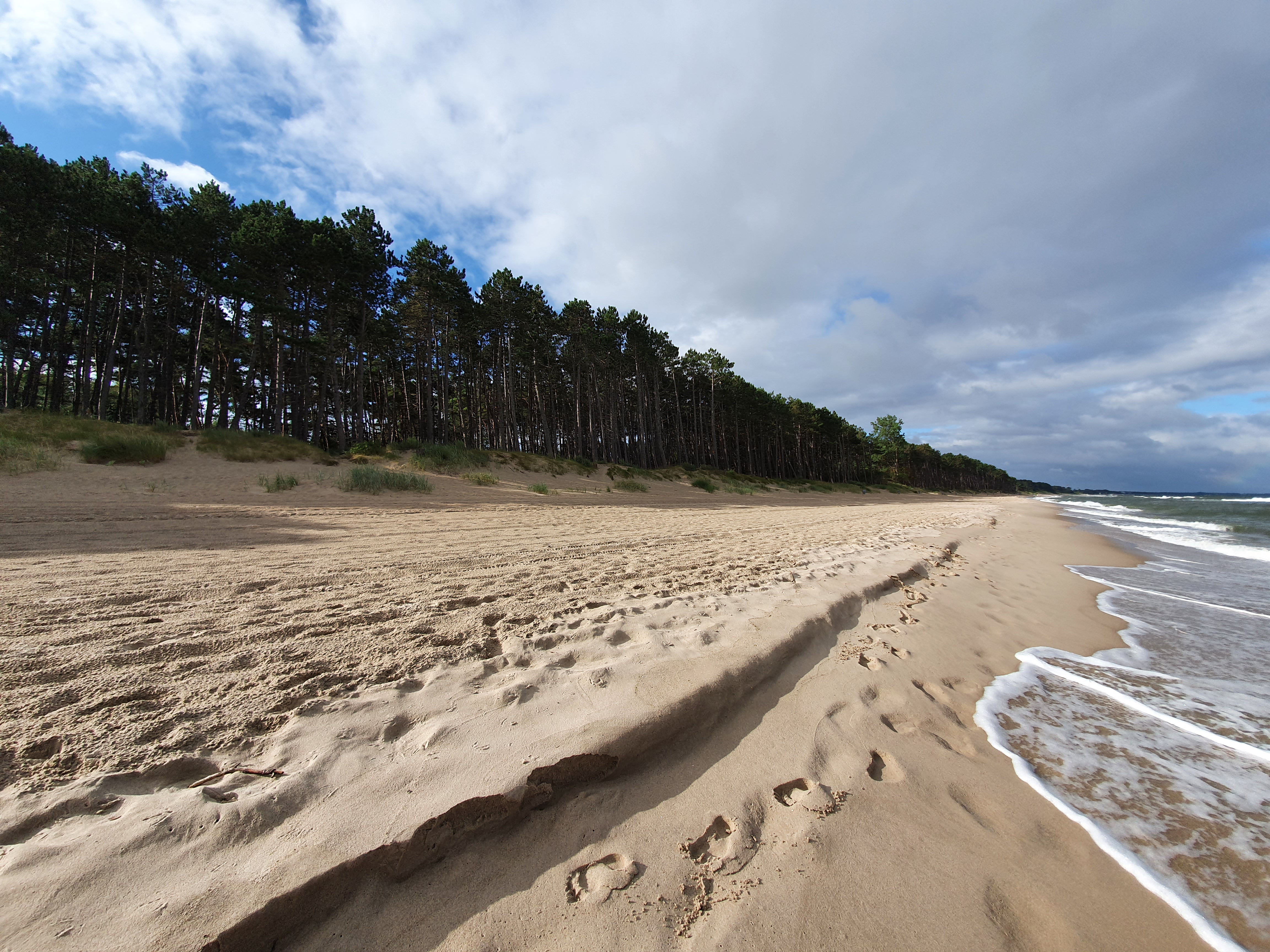
Plaża w Unieściu
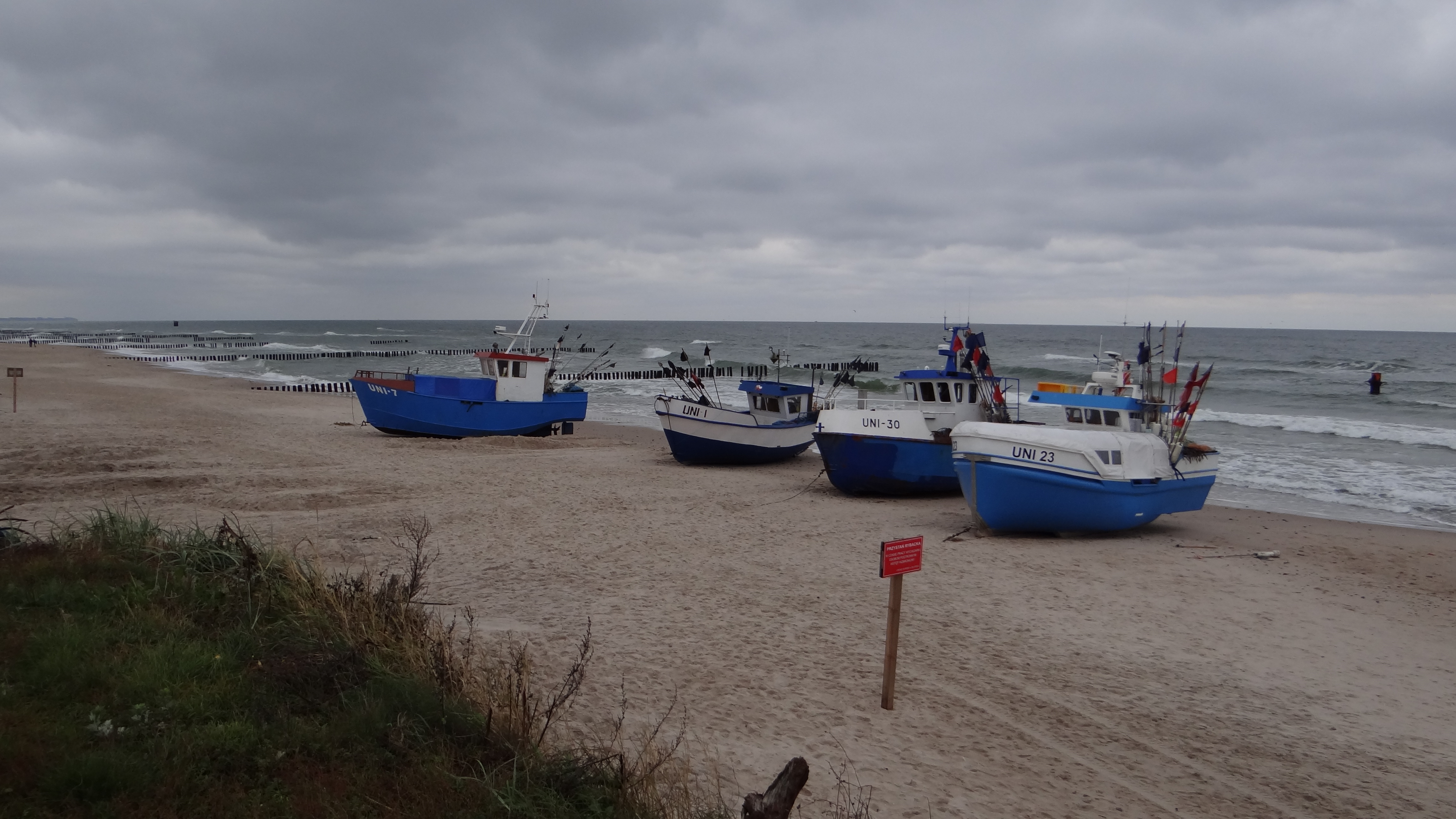
Przystań rybacka w Unieściu
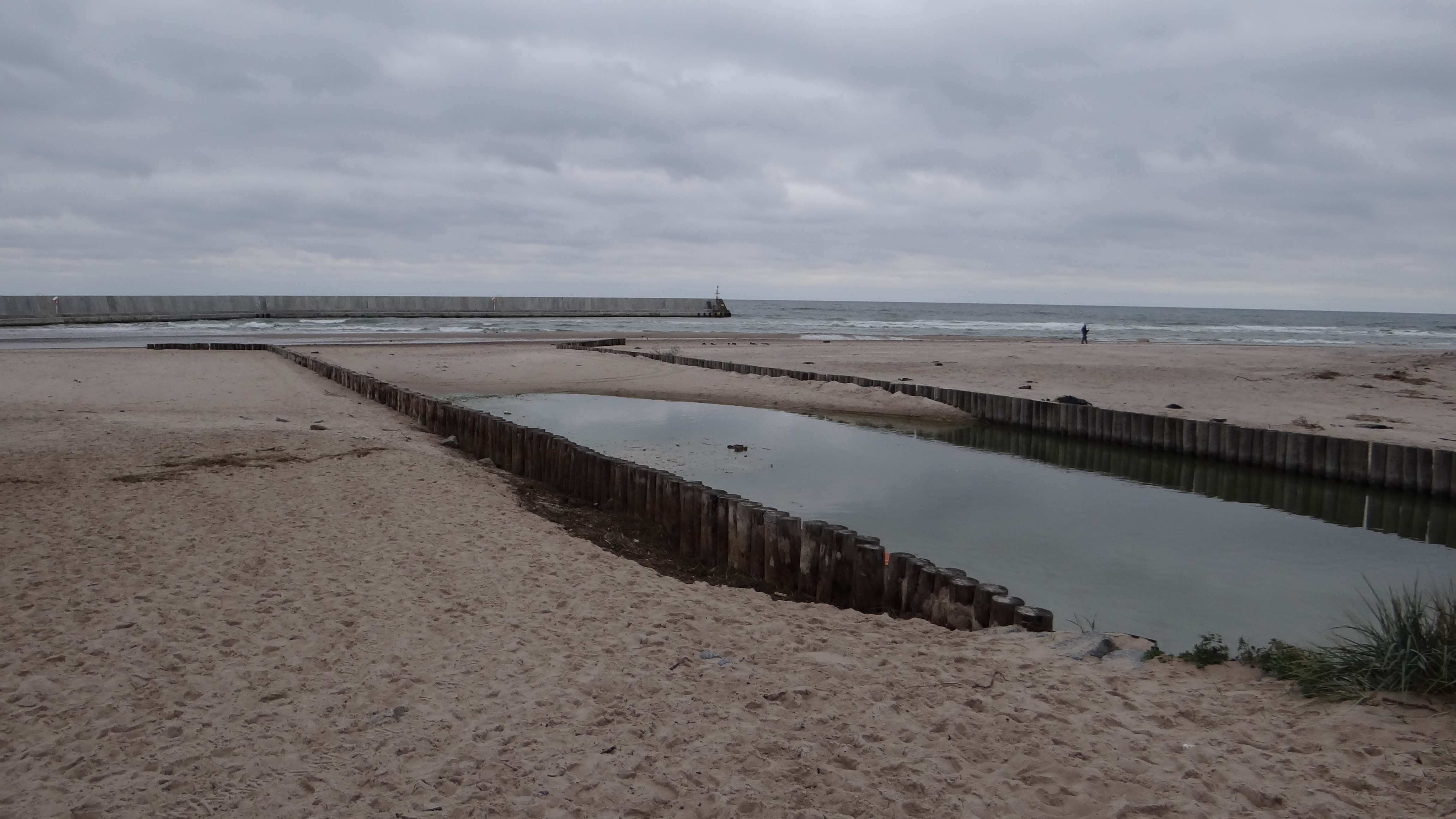
Jamieński Nurt od strony wybrzeża Bałtyku w Unieściu